# Aktaión

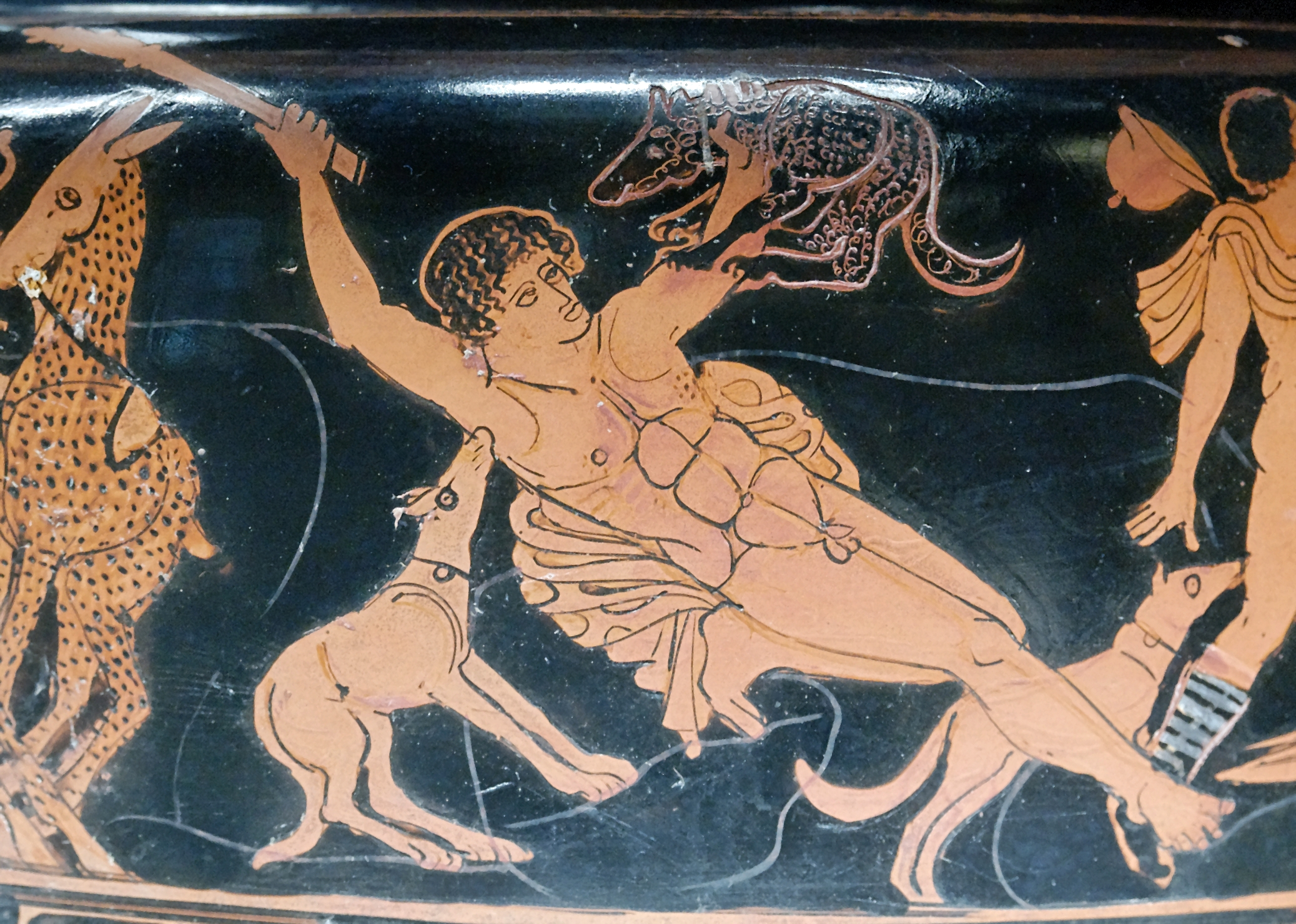
Aktaión halála, vázakép Kr. e. 450–440 körül

Aktaión (görögül Άκταίων) a görög mitológia egyik alakja, Arisztaiosz és Autonoé gyermeke, Kadmosz unokája, Kheirón tanítványa.
A legenda szerint a vadász Aktaión Partheniosz forrásánál megleste a meztelenül fürdőző Artemiszt (más mítoszok szerint bűne az volt, hogy úgy vélte, jobb vadász, mint Artemisz), ezért az istennő szarvassá változtatta, hogy a vadászból üldözött legyen. Aktaiónt a saját kutyái marcangolták halálra, mert nem ismerték meg gazdájukat. A kutyákat annyira elkeserítette Aktaión halála, hogy Kheirón elkészítette a vadász élethű képmását, amiről a kutyák elhitték, hogy a gazdájuk.
A mítoszt többek között Ovidius is feldolgozta az Átváltozásokban. A történetet számos művészeti alkotás örökíti meg, vázaképek, szobrok születtek Aktaión szarvassá változásáról és haláláról.